# Ridder Lykke
"Ridder Lykke" er en popsang fremført af det danske band Rocazino.
Sangen er skrevet af Wikke & Rasmussen (Steen Rasmussen og Michael Wikke) med musik af bandets sangskriver Jesper Winge Leisner til tv-serien Tonny Toupé Show, som Steen Rasmussen og Michael Wikke stod bag. "Ridder Lykke" blev udgivet første gang på albummet Sejle med dig i 1987 og blev hurtigt en landeplage. Sidenhen er den udgivet på adskillige opsamlingsalbum og har fået status af moderne klassiker, der stadig spilles på diskotekerne anno 2024.
Flere artister har lavet en coverversion af "Ridder Lykke", bl.a. sangerinden Lykke i 2003. I begyndelsen af året 2009 lavedes en parodi på sangen til anledning af den såkaldte 'bilagssag' af den forhenværende statsminister Lars Løkke Rasmussen. 'Ridder Lykke' var i teksten erstattet af 'Lars Løkke'.